# Meteos
Meteos (2005) är ett spel utvecklat av Q Entertainment och utgivet av Bandai och Nintendo till Nintendo DS. Spelet är ett pusselspel och liknar bland annat Tetris, Puyo Pop och Zoo Keeper.

## Spelet
Från DS:ens övre skärm faller block (meteos) ner till den undre skärmen (atmosfären) och börjar stackas. Spelarens uppgift att ordna om blocken så att tre lika block hamnar i rad. Detta medför att de tre blocken fattar eld och förvandlas till en liten raketmotor, som puttar ovanliggande block uppåt mot toppen av skärmen. För att putta upp många block kan det krävas att flera raderar ordnas i snabb efterföljd (secondary ignition).
Om någon kolumn av block växer till toppen av den undre skärmen tar spelet slut.
Banorna i Meteos består av 32 st planeter och varierar på flera sätt. Exempelvis kan gravitationen vara så hög att secondary ignition är ett måste för att putta blocken ovanför den undre skärmen. Även spelplanen kan ha olika storlek och vilka typer av block som finns varierar.

## Mottagande
Meteos rankades som det 52:a bästa spelet till en nintendokonsol i Nintendo Powers lista över de 200 bästa tevespelen.
Tidskriften Famitsu gav spelet det höga betyget 38 av 40. X-play det som sitt första DS-spel "5 av 5" i betyg, vilket endast fyra andra spel har fått: Castlevania: Dawn of Sorrow, Mario Kart DS, The World Ends with You och Grand Theft Auto: Chinatown Wars.

## Efterföljare
- Meteos: Disney Magic - utomjordingarna från originalspelet är utbytta till disneyfigurer, till Nintendo DS
- Meteos Wars - en version till Xbox Live Arcade